# Le Mouton
Pour les articles homonymes, voir Mouton (homonymie).
Pour plus de détails, voir Fiche technique et Distribution.
Le Mouton est un film français réalisé par Pierre Chevalier et sorti en 1960.

## Résumé
Employé à la préfecture de Police, Fernand Castel doit servir de « mouton » pour extorquer les aveux du « Tigre », sombre bandit, enfin capturé. Le Tigre arrive pourtant à s'évader, mais entraîne Fernand dans sa fuite. Les péripéties se succèdent et culminent avec le cambriolage d'une banque. Fernand, contraint de l'exécuter, prend aux yeux de Gisèle, la fille de sa logeuse, l'apparence d'un héros. Ils se marient et Fernand demande pour lui servir de témoin la présence du « Tigre ». Il enlève le jeune marié pour l'entraîner dans de nouvelles aventures.

## Fiche technique
- Titre : Le Mouton
- Réalisation : Pierre Chevalier
- Scénario : Jean-Jacques Rouff
- Adaptation : Jean Girault, Pierre Chevalier
- Dialogue : Jean Girault
- Assistant réalisateur : Jean Léon
- Images : Walter Wottitz
- Opérateur : René Ribault, assisté de Bob Pater et Jacques de Saint-Girons
- Musique : Onésime Grosbois, avec son piano d'occasion (éditions: Méridian)
- Décors : James Allan, assisté de Georges Richard
- Son : Robert Teisseire, assisté de Jean Bonnafoux et Guy Bissière
- Montage : Laurence Méry, assistée de Nina Companeez
- Script-girl : Colette Robin
- Régisseur général : Jean Feix, assisté de Claude Huyard
- Ensemblier : Nady Chauviret
- Maquillage : Monique Huyard
- Photographe de plateau : Robert Joffres
- Production et Distribution : Les Films Rivers
- Directeur de production : Maurice Saurel
- Tournage et tirage dans les studios Eclair
- Durée : 80 min
- Pellicule 35 mm (Gevaert), noir et blanc
- Enregistrement sonore dans les studios Marignan
- Première présentation le 26/10/1960
- Visa s'exploitation : 22052

## Distribution
- Fernand Raynaud : Fernand Castel, responsable des fournitures à la Préfecture de Police
- Danièle Lebrun : Gisèle Martin, la fille de la logeuse
- Jean-Pierre Marielle : Le chef de la Préfecture de Police
- Gib Grossac : « Tigre », le dangereux détenu
- Patricia Karim : Marylin, la maîtresse du « Tigre »
- Jacques Mareuil : L'inspecteur Martial
- Jacques Hilling : L'inspecteur Lenfant
- Harold Kay : Marcel, un collègue de Fernand
- Florence Blot : Mme Martin, la logeuse de Fernand
- Robert Vattier : Le directeur de la prison
- Raymond Souplex : Le gardien-chef
- Bernard Musson : Un agent de la circulation
- Laure Paillette : La belle-mère de Gaston
- André Gille : Un inspecteur
- Gaston Orbal : Le directeur de la Caisse d'Épargne
- Léonce Corne : Le comédien qui se maquille
- Pierre Leproux : Gaston, le monsieur de la maison isolée
- Max Montavon : Le coiffeur de la prison
- Paul Préboist : Le brigadier-chef
- Albert Michel : Le dineur bousculé par Fernand
- Corrado Guarducci : Le chef de la maffia
- Christian Lude : Balendar, le comédien
- Hubert de Lapparent : Le préposé à l'habillement à la prison
- Rivers-Cadet : L'inspecteur qui arrête Fernand
- Marcel Bernier : Un dineur
- Albert Daumergue : Mr Marcel, un dineur
- Marc Eyraud : Le passant qui demande du feu
- Henri Coutet : Un gardien de prison
- Jimmy Perrys : Un gardien de prison
- Roger Lecuyer : Un témoin lors de l'arrestation
- Albert Montigny
- Frédéric O'Brady
- Renée Caron
- Christine Calvi
- Maguy Hauriot